# Herbert West: reanimador
Herbert West, reanimador (título original en inglés: Herbert West: Reanimator) es un relato de terror (subgénero de body horror) dividido en seis capítulos escrito por H. P. Lovecraft entre 1921 y 1922.

## Publicación
El segundo capítulo, El demonio de la peste, fue publicado originalmente en una revista de la época como relato corto autoconclusivo, pero posteriormente fue seguido del resto de capítulos, lo que explica que cada uno de ellos sea una historia individual sobre las andanzas del protagonista.

## Argumento

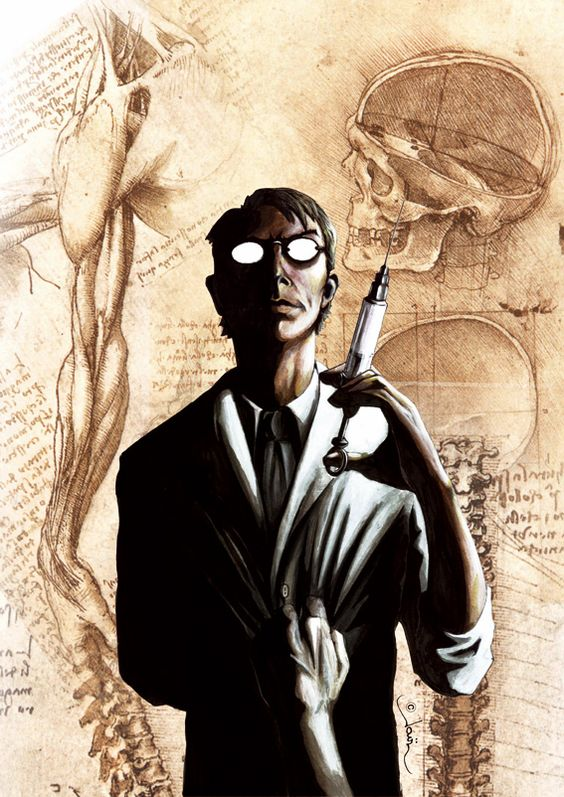
Doctor Herbert West, ilustración de Javier García Ureña.

El relato narra los resultados de las investigaciones del Dr. Herbert West sobre la muerte y la reanimación de los cuerpos, desde sus tiempos de estudiante en la ficticia Universidad Miskatonic hasta poco después de la Primera Guerra Mundial.

## Capítulos
1. De la oscuridad
2. El demonio de la peste
3. Seis disparos a la luz de la luna
4. El grito del muerto
5. El horror de las sombras
6. Las legiones de la tumba

## Adaptación cinematográfica
Herbert West: Reanimador ha servido de inspiración para, por lo menos, tres películas: Re-Animator (1985), Bride of Re-Animator (1990) y Beyond Reanimator (2003).